# شبكة (زخرفة)

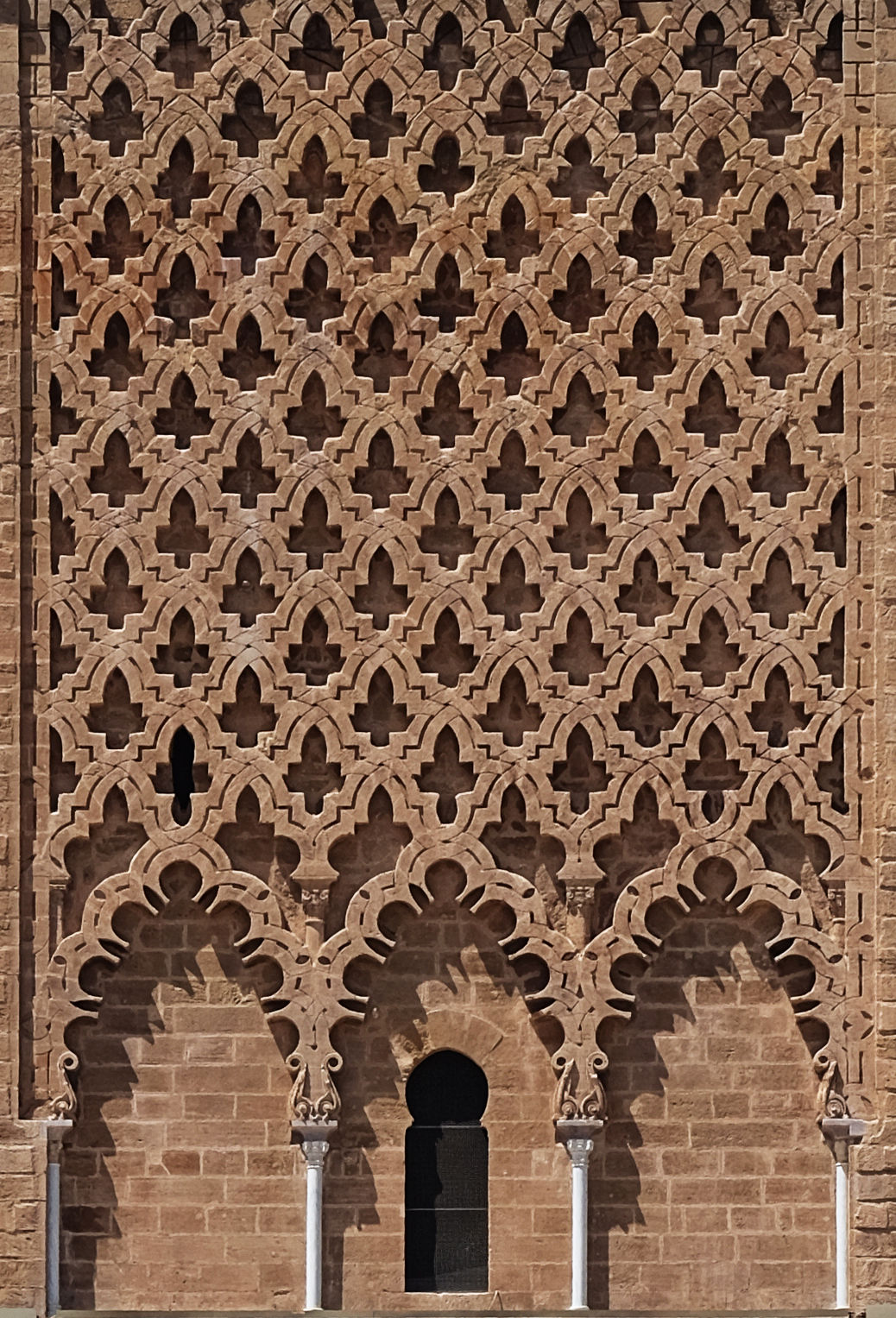
شكل الشبكة أو الدرج والكتف على إحدى واجهات صومعة حسان في الرباط بالمغرب، بُنيت في أواخر القرن الثاني عشر

الشبكة :80 تُشير إلى نوع من الأنماط الزخرفية المستخدمة في العمارة الإسلامية المغاربية، والعمارة المدجنة.

## التاريخ والوصف
ظهرت أنواع مختلفة من الزخارف المتداخلة التي تُشبه المعين بشكل كبير على سطوح المآذن والعناصر المعمارية الأخرى في المغرب والأندلس خلال الفترة الموحدية (القرنان الثاني عشر والثالث عشر). انتشرت وسائل زخرفية أخرى مثل الجص المنحوت على جدران المباني المختلفة في عمارة الدولة المرينية وبنو نصر، أصبحت في نهاية المطاف سمة قياسية في ذخيرة الزخرفة الإسلامية الغربية، وغالبًا ما يتم دمجها مع عناصر الزخرفة العربية.

يقول جورج مارسي، وهو باحث مهم من القرن العشرين في الهندسة المعمارية للمنطقة، أن هذا الشكل نشأ من الأقواس المُركّبة المُتشابكة في القرن العاشر من توسعة مسجد قرطبة الكبير للخليفة الحكم المستنصر بالله.:257-258 ثم تم تصغيرها وتوسيعها إلى نمط متكرر يشبه الشبكة يمكن أن يغطي الأسطح. هذا الشكل بدوره كان له العديد من الاختلافات التفصيلية. تستخدم إحدى النسخ الشائعة، التي يطلق عليها الحِرفيّ المغربي اسم «الدرج والكتف»، وهي خطوط مستقيمة ومنحنية متناوبة تتقاطع مع بعضها البعض على محاورها المتناسقة، لتشكل نموذجًا يشبه تقريبًا زهرة الزنبق أو شكل يشبه سعف النخيل.:232:32 توجد نسخة أخرى أيضًا بشكل شائع على المآذن بالتناوب مع الدرج والكتف، تتكون من أقواس متعددة الفصوص متشابكة لتشكيل شكل مُفَصَّص مُدوّر.:32, 34

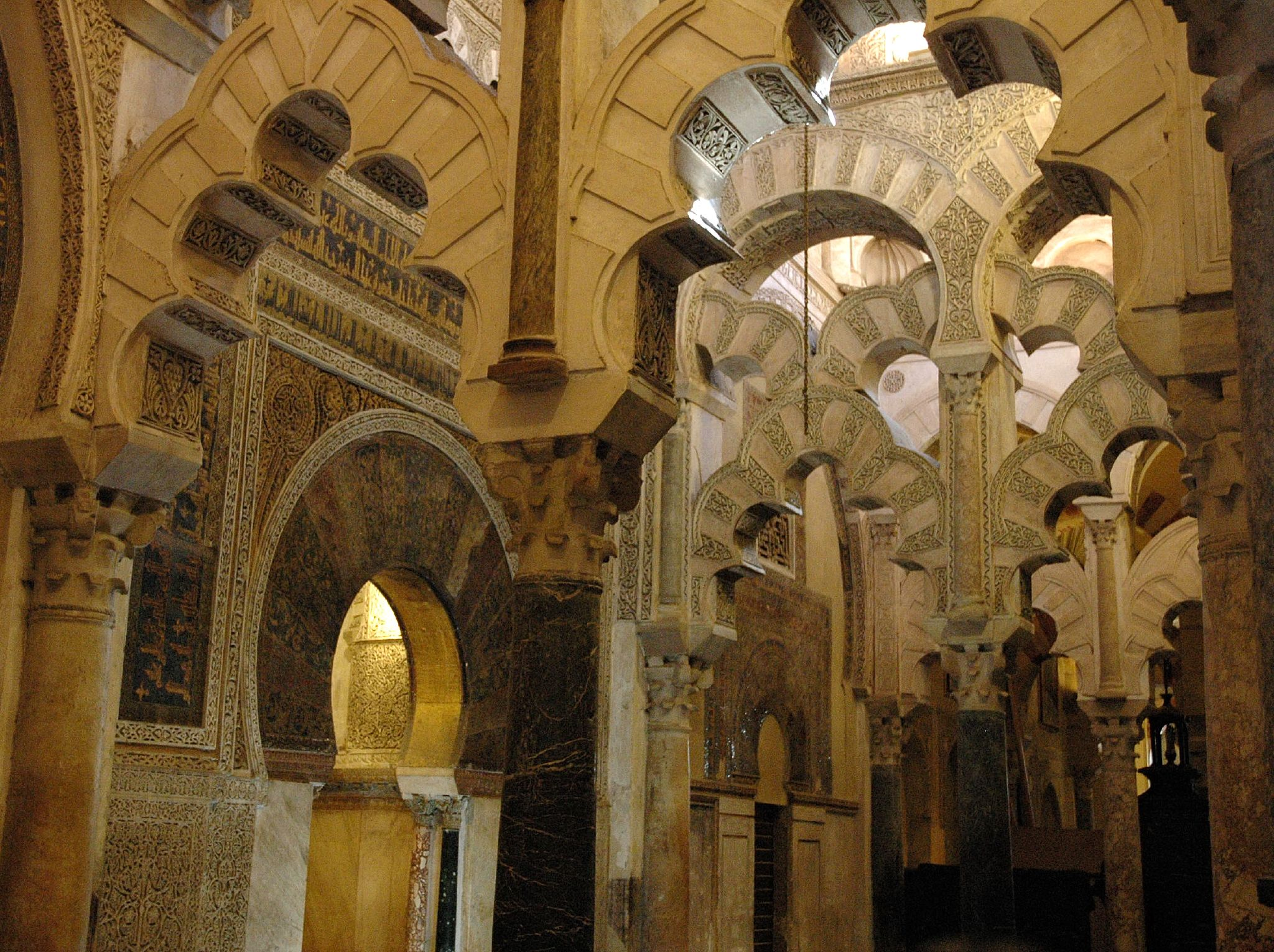
الأقواس المتداخلة في جامع قرطبة بإسبانيا تعود إلى القرن العاشر، ويعتقد بعض الباحثين أنها أصل فكرة "الشبكة"
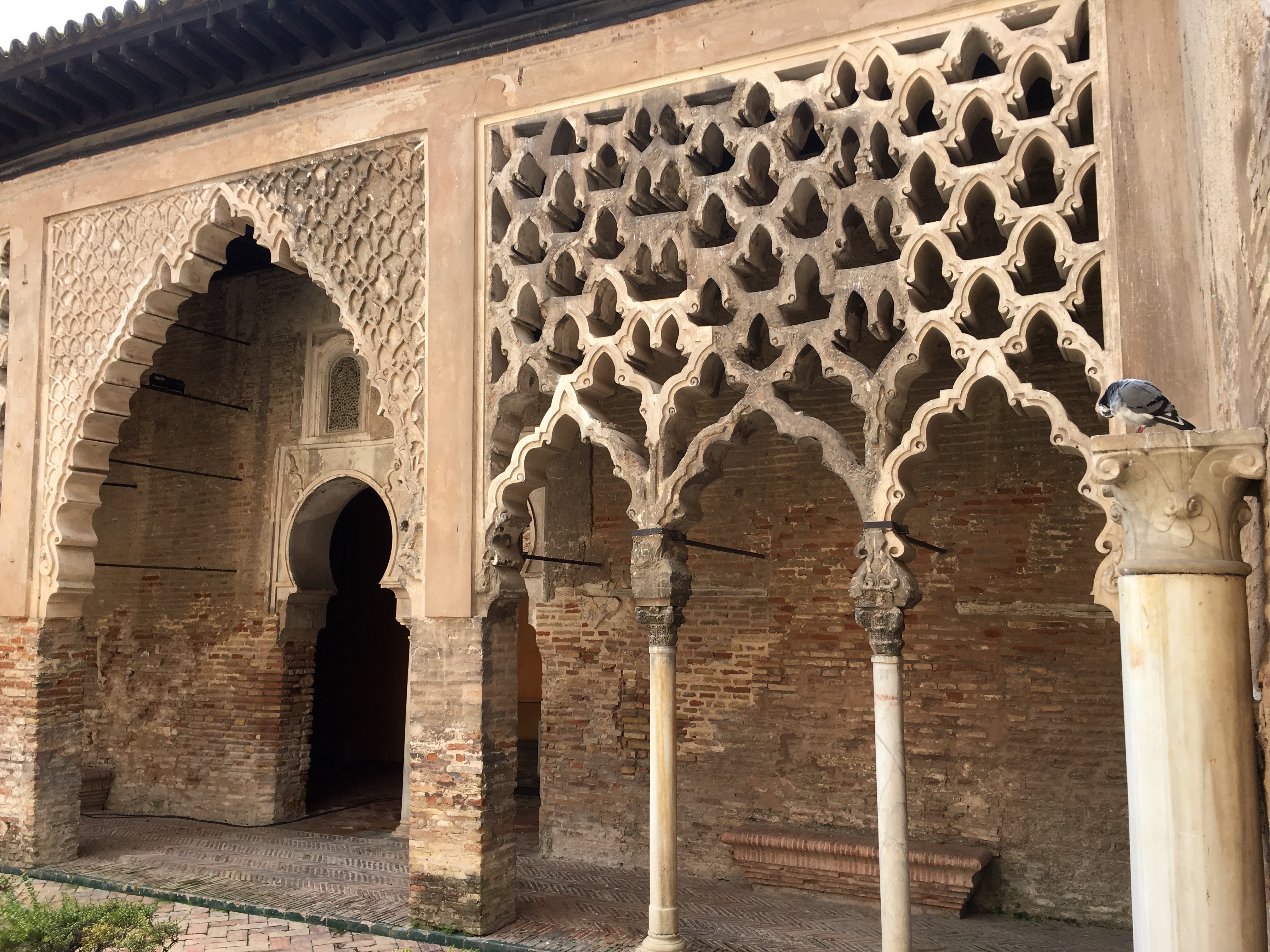
مثال قديم على نمط الشبكة أو شكل القوس المتشابك خلال العصر الموحدين في قصر المورق بإسبانيا
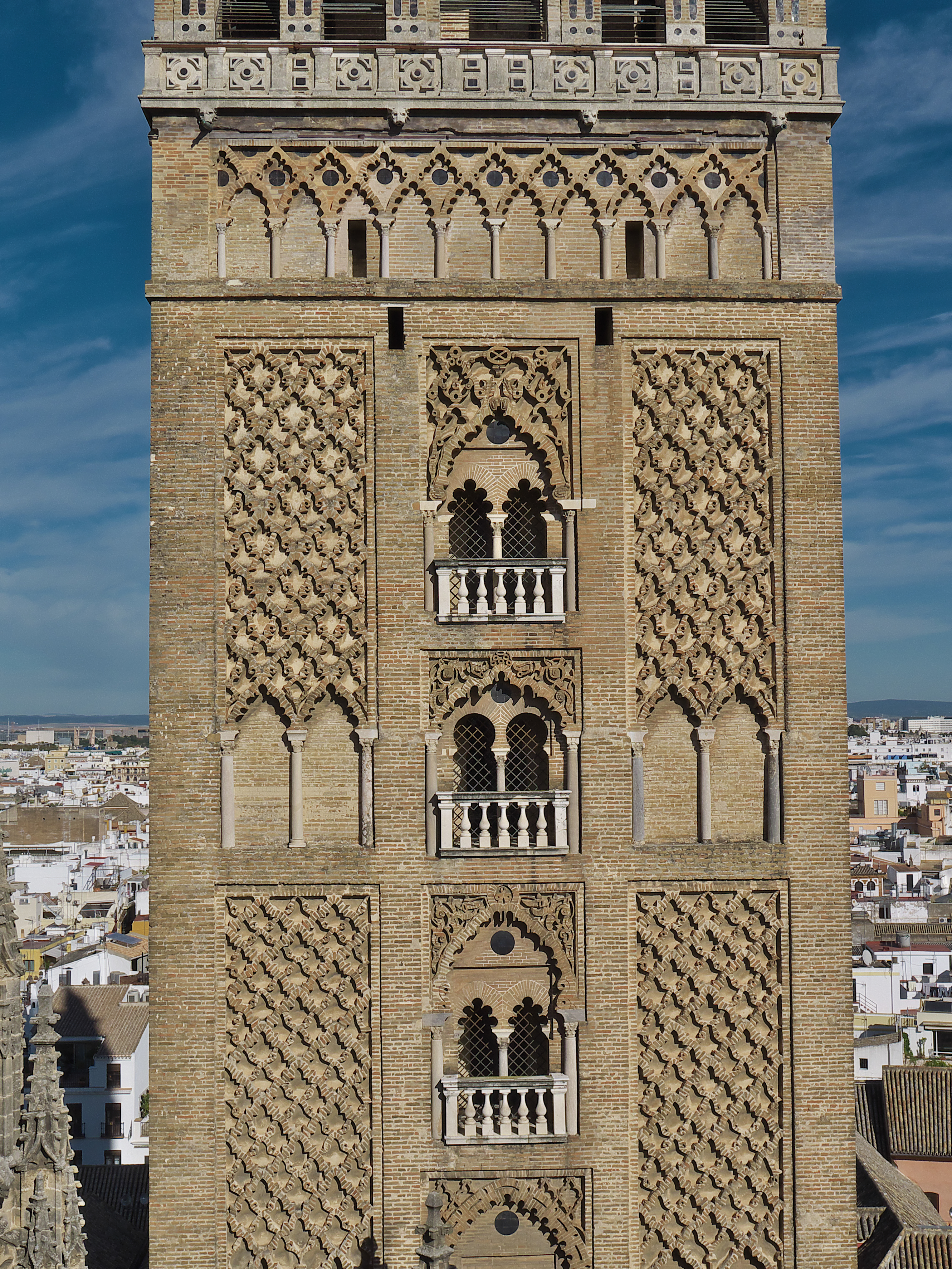
الواجهة الجنوبية للخيرالدا في إشبيلية تُظهر الشبكة أو الدرج والكتف
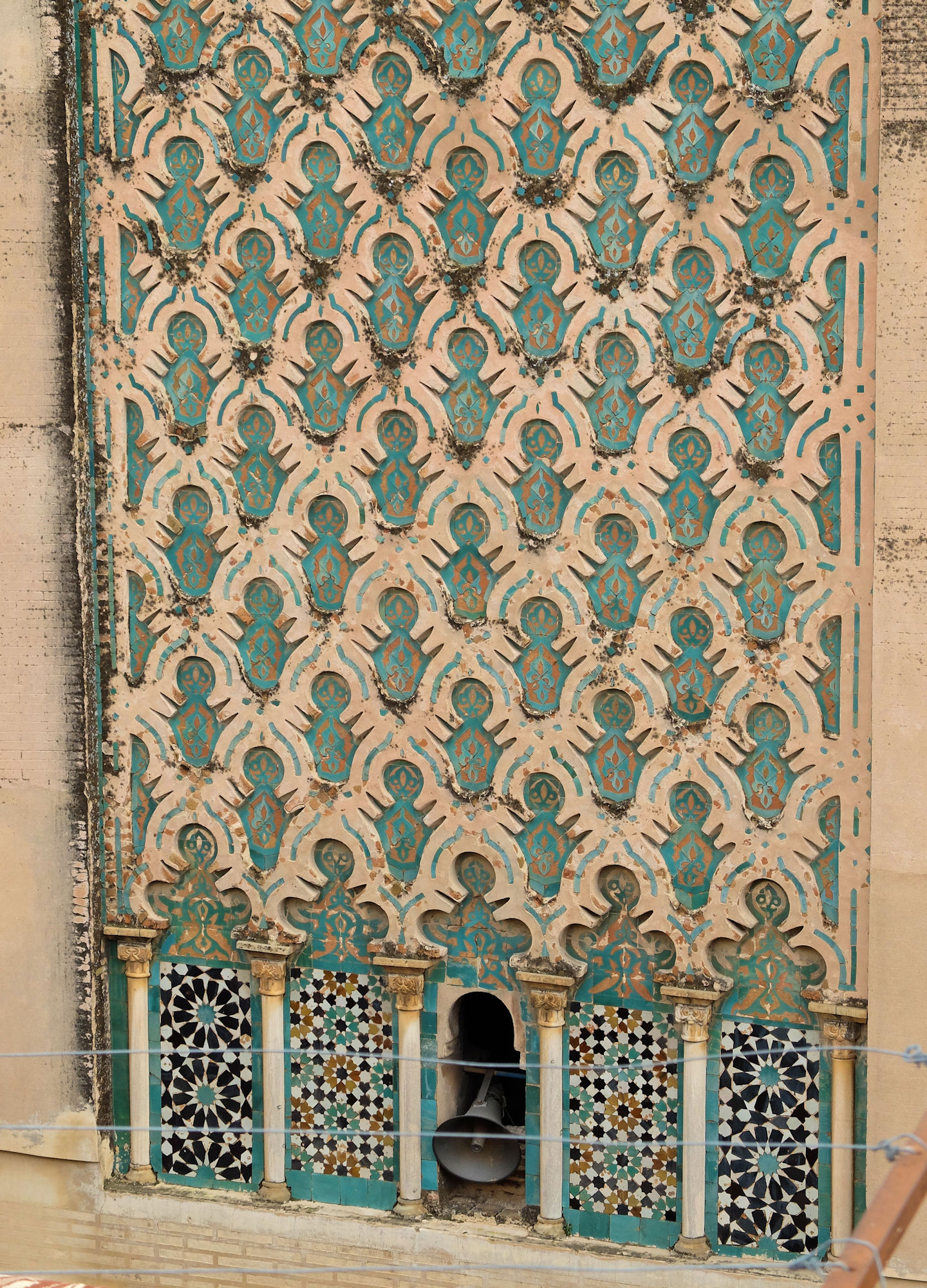
شكل آخر على شكل الشبكة على مئذنة المدرسة البوعنانية بفاس
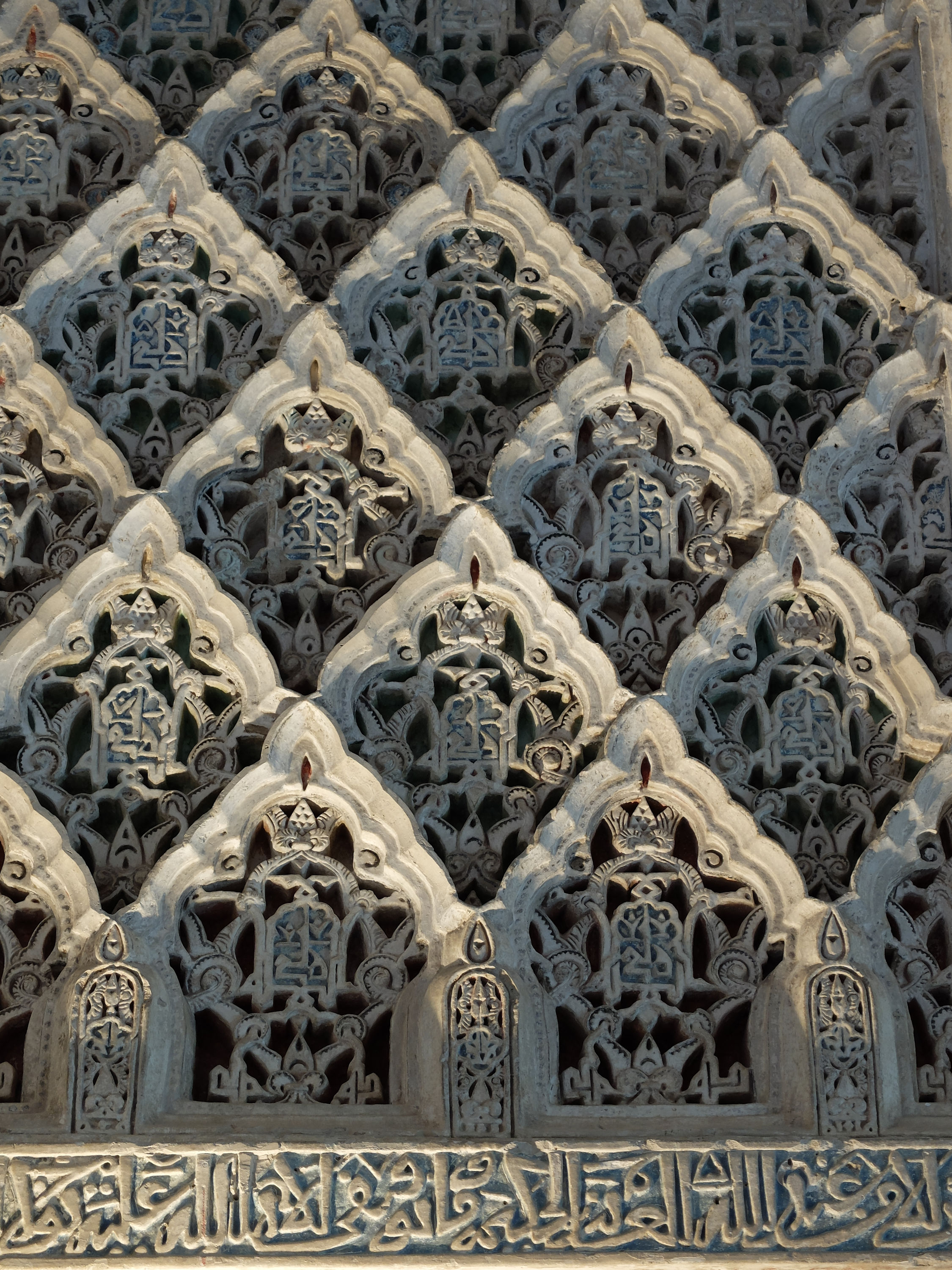
شكل الشبكة مليء بالزخرفة العربية في الزخرفة الجصية المنحوتة في كوارتو ريال دي سانتو دومينغو في غرناطة
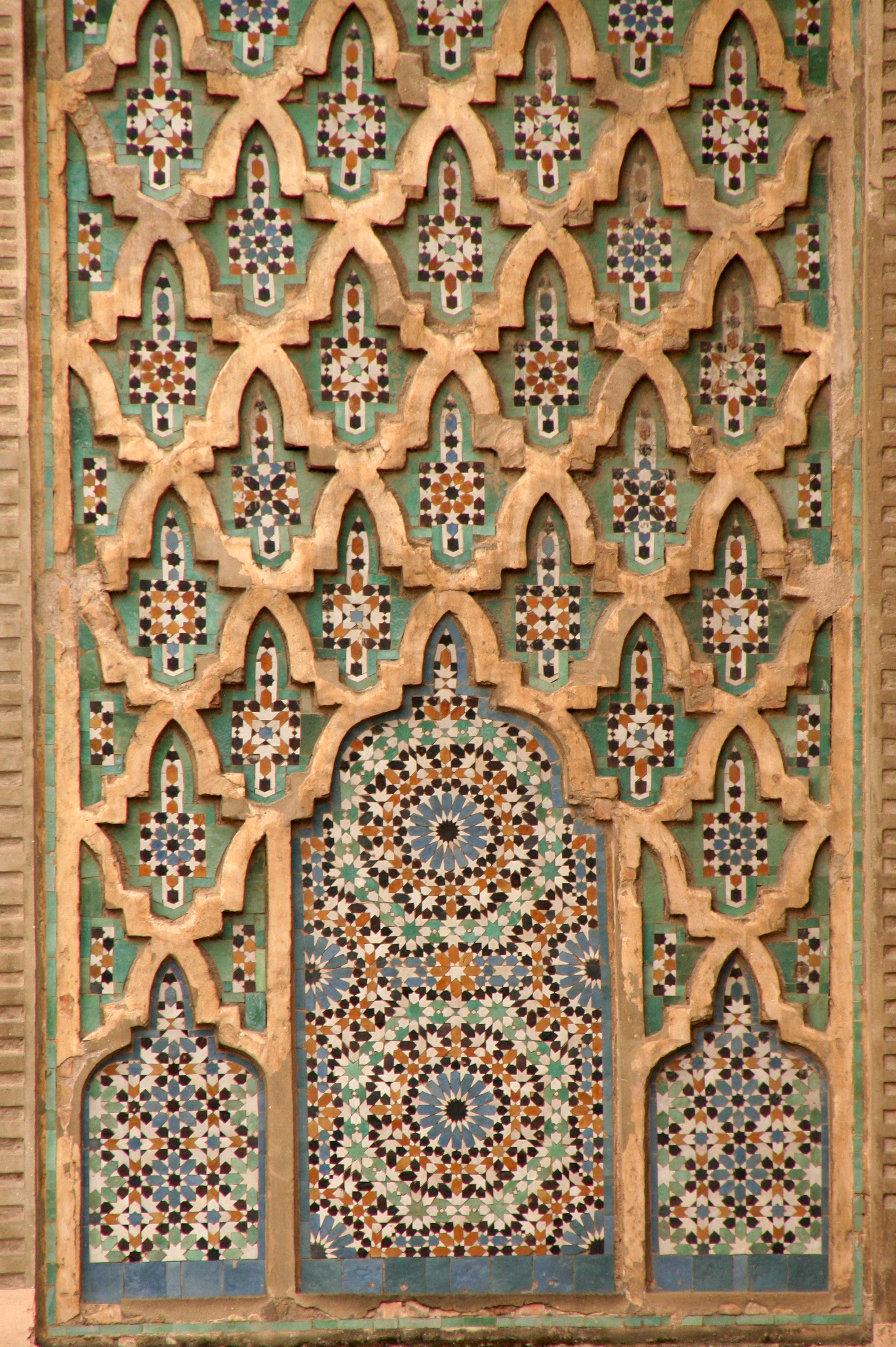
الدرج والكتف على باب المنصور لعلج في مكناس
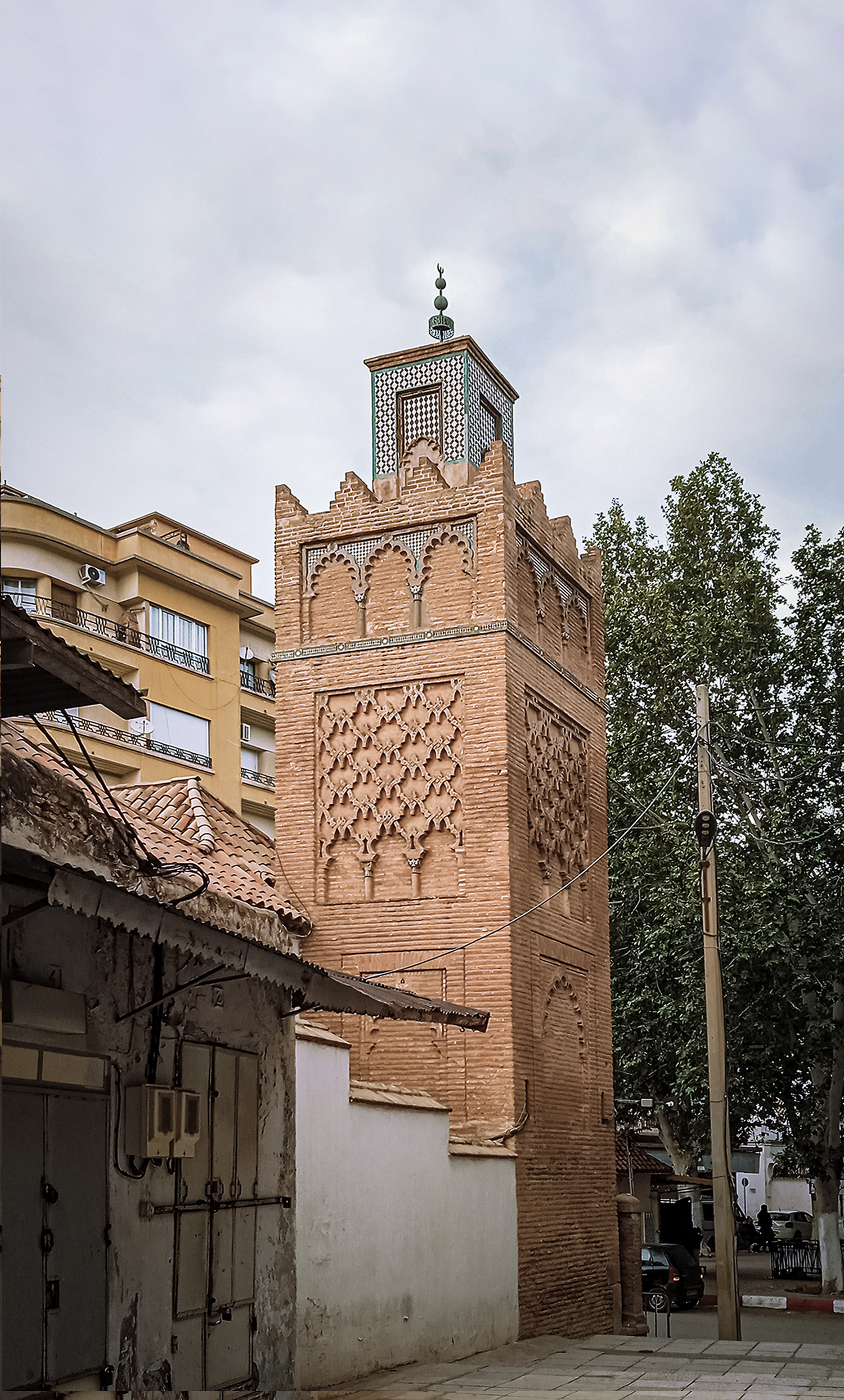
مسجد سيدي بلحسن، تلمسان
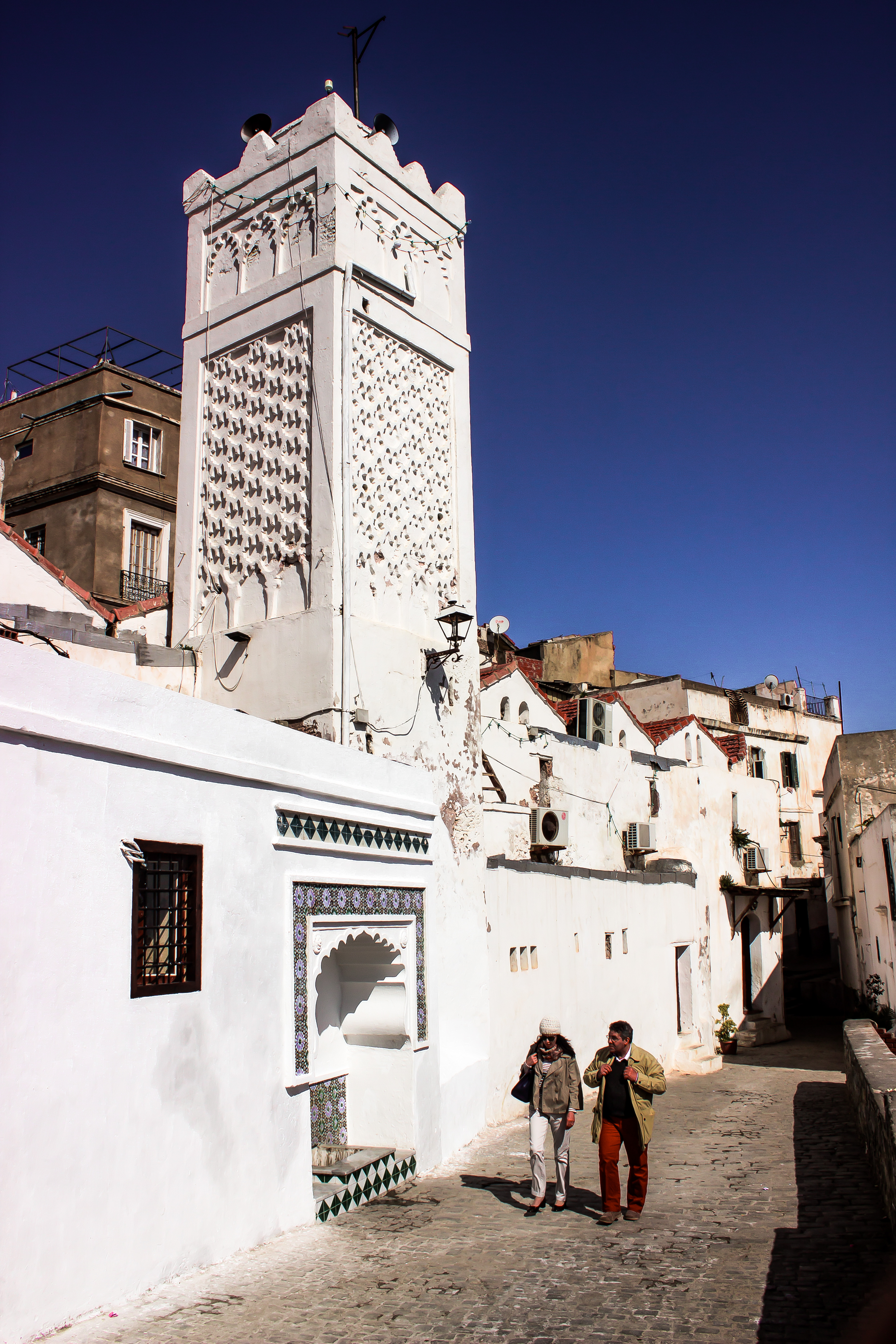
مسجد سيدي رمضان، بمدينة الجزائر
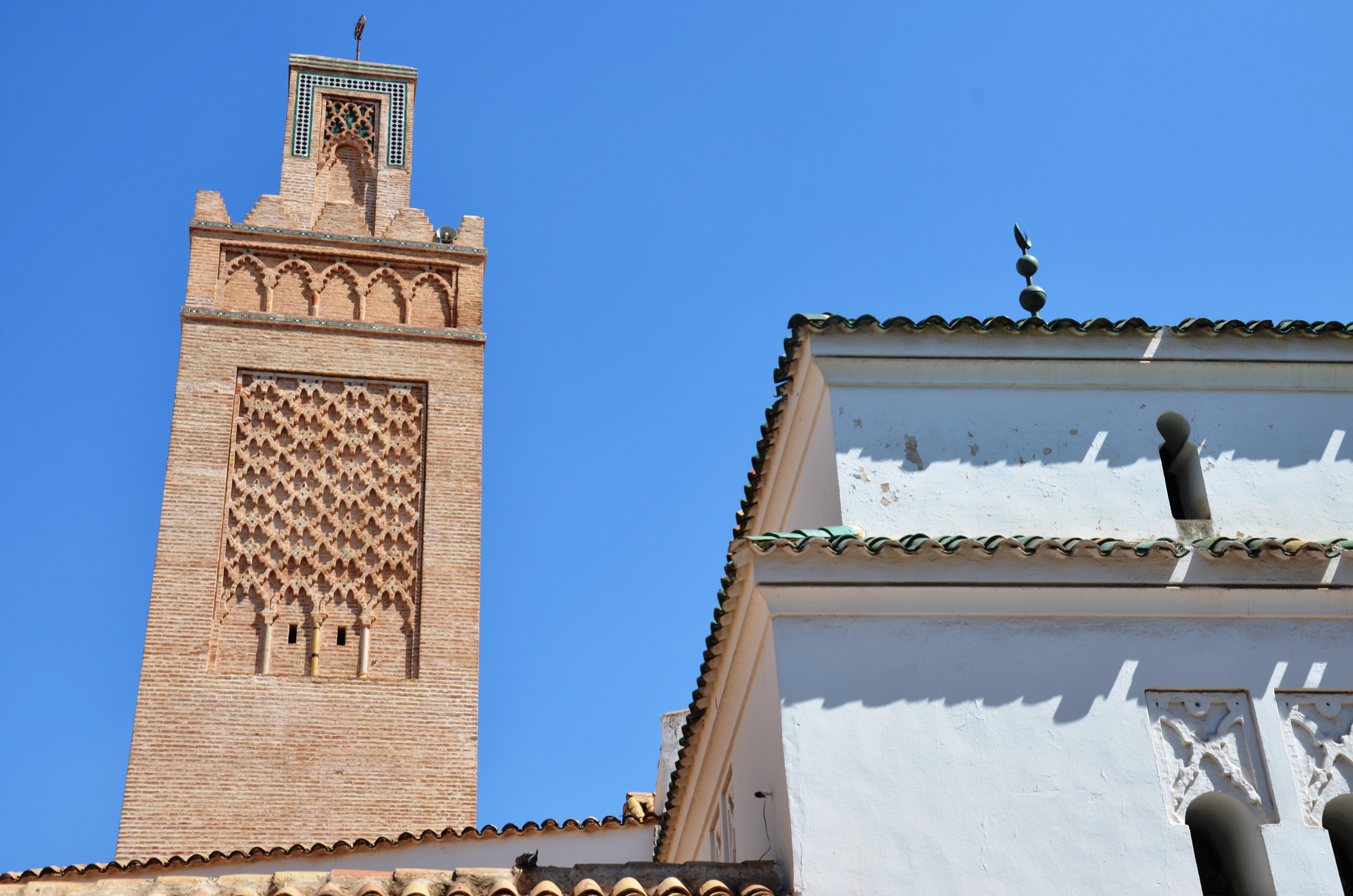
المسجد الكبير بتلمسان، المئذنة شيدت خلال الدولة الزيانية.